# La solitaria delle Asturie
La solitaria delle Asturie, ossia La Spagna ricuperata (título original en italiano; en español, La solitaria de Asturias, o La España recuperada) es una ópera en cinco partes con música de Carlo Coccia y libreto en italiano de Felice Romani. Se estrenó el 6 de marzo de 1838 en el Teatro alla Scala de Milán, Italia.
Una ópera sobre el mismo libreto fue musicada, en el año 1840, también por Saverio Mercadante.